# Dalophis cephalopeltis
Dalophis cephalopeltis är en fiskart som först beskrevs av Bleeker, 1863.  Dalophis cephalopeltis ingår i släktet Dalophis och familjen Ophichthidae. Inga underarter finns listade i Catalogue of Life.